# Evangelische Kirche Cunnersdorf

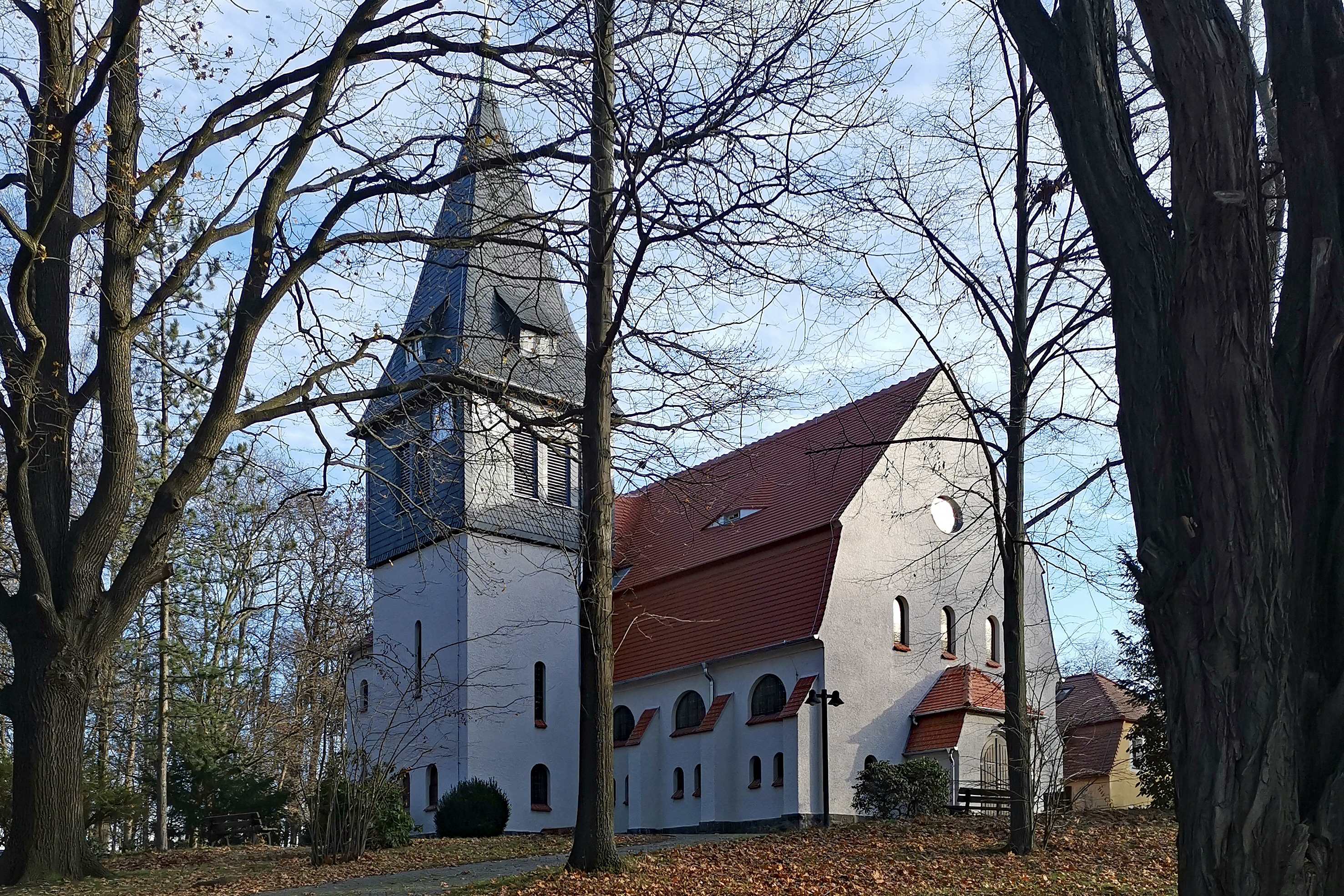
Cunnersdorf Kirche

Die Evangelische Kirche Cunnersdorf ist die evangelisch-lutherische Gemeindekirche von Cunnersdorf, einem Ortsteil von Kamenz im sächsischen Landkreis Bautzen. Als Teil der Kirchgemeinde Kamenz-Cunnersdorf  gehört sie der Evangelisch-Lutherischen Landeskirche Sachsens an.

## Geschichte
Die Initiative zum Bau der Cunnersdorfer Kirche als Filiale von St. Marien in Kamenz ging vom örtlichen Rittergutbesitzer Bernhard von Lippe aus, der auch das Grundstück auf dem  Windmühlberg zur Verfügung stellte. Mit dem Kirchenbau wurde der Dresdener Architekt Woldemar Kandler beauftragt, der in den Jahren 1906 und 1907 eine in fünf Seiten des Achtecks geschlossene Saalkirche mit Mansarddach in klarer Baukörperformation und seitlich gesetztem Turm mit verschiefertem Glockengeschoss und Pyramidenhelm errichtete. 
In baulichem Zusammenhang mit dem Kirchenneubau entstand das im rechten Winkel angelegte und gleichfalls mansardgedeckte Pfarrhaus.

## Ausstattung

### Orgel
Die Orgel der Cunnersdorfer Kirche wurde 1829 von Friedrich Jahn  für das Ehrlichsche Gestift in Dresden gebaut, deren Kirche 1897 abgetragen worden war, um dann mit der Fertigstellung des Kirchenneubaus an ihren heutigen Standort auf einer Empore im Turmunterbau versetzt zu werden. Während des Ersten Weltkriegs wurden 1917 im Zuge einer Beschlagnahme für Kriegsbedarf die zinnernen Prospektpfeifen konfisziert. 1946 erfolgte eine Umdisponierung durch die Firma Hermann Eule Orgelbau Bautzen, die 1998 und 2002 eine Generalsanierung durchführte. Die Orgel besitzt folgende Disposition:
| Manual |                 |       |
| 1.     | Gedackt         | 8′    |
| 2.     | Salzional       | 8′    |
| 3.     | Prinzipal       | 4′    |
| 4.     | Flöte           | 4′    |
| 5.     | Nasard          | 2 ⁄3′ |
| 6.     | Oktave          | 2′    |
| 7.     | Sesquialtera II |       |

| Pedal |              |     |
| 8.    | Subbaß       | 16′ |
| 9.    | Prinzipalbaß | 08′ |

### Glocken
Bei der Fertigstellung der Cunnersdorfer Kirche 1906 erhielt sie ein historisches Geläut aus drei Glocken aus der Alten Kirche in Coswig. Die kleinere von ihnen stammt von 1497 und trägt die spätgotische Inschrift exaudivit me dominus dum clamarem („Der Herr erhörte mich, als ich rief“). Die große Glocke schuf 1613 der Dresdener Glocken- und Geschützgießer Hans Hillger, die mittlere 1666 Andre Herold.